# Mercado Público de Água Fria
Mercado Público de Água Fria é um mercado público em Recife, localizado na zona norte da capital. O mesmo é uma das construções mais antigas do bairro. O mercado conta com vários micro-empresários e estabelecimentos comerciais.

## História
Sua construção foi iniciada em julho de 1952, sua inauguração aconteceu quase dois anos depois no mês de janeiro do ano de 1954. No começo em que foi inaugurado, só era uma pequena feira que vendia verduras e outras atividades do ramo alimentício.
Nos dias atuais, o mercado tem uma influência em todo tipo de vendas, produtos e serviços. O mercado também é um centro de restaurantes caseiros. Se tornando assim um ótimo lugar para seus moradores.